# 散茶女郎
散茶女郎（さんちゃじょろう）は、江戸、吉原の遊女の階層の1つである。揚屋入りはせず、その家の2階で客を取った。太夫・格子女郎の次の階級で、埋め茶女郎の上位。安永（1772 - 1781）ごろ、太夫・格子が絶えてからは最上位。のちに、呼び出し・昼三(中三)・付け回しに分かれた。

## 概要
太夫、格子の下であり、埋め茶の上。「散茶」とは、抹茶やひき茶のように茶葉を挽いて粉にしたものをいい、昔、通常飲むお茶は、茶葉を袋に入れてそれを湯の中で振って抽出したが、散茶はそのまま湯を足すだけで飲めるため、「袋を振る必要がない=振らない=客を断らない」という意味で、散茶女郎と呼ばれた。
昼のみ揚げ代、太夫37匁(3.7両)、格子26匁(2.6両)についで散茶は金1歩(0.25両)であった。「洞房語園」には、「格子は太夫の次、京都の天神に同じ、大格子の内を部屋にかまへ局女郎より一ときは勿体をつける局に対して、紛れぬやうに格子といふ名をつけたり。局女郎一日の揚銭二十匁(2両)なり、但し、寛文年中散茶といふものが出来て、揚銭も同じく百匁(10両)になる。局の構へやうは表に長押をつけ、内に三尺の小庭あり。局の広さは九尺に奥行二間、或は六尺なり」とあり、貞享の「江戸土産咄」には、「近頃より散茶といひて、太夫格子より下つ方なる女中あり、大尽なるは揚屋にて参会し、それより及ばざるは散茶の二階座敷にて楽しむ」とある。
「傾城色三味線」は「散茶とはふらぬといふ心なり」と注する。「籠耳」によれば、ふるといふは茶を立てることというから、茶を散じるとはふらないことになる。
「洞房語園」にはまた、「寛文五年、岡より来りし遊女は、未だはりもなく、客をふるなどいふことなし、されば意気張りもなく、ふらずといふ意にて散茶女郎といひけり」とある。
散茶はこうして遊女の階級となった。宝暦ころから散茶は昼夜揚代3分(0.75両)となり、「昼三」とよばれるようになり、のちに、散茶の名は廃れ、昼三がこれに代わった。明和5年「古今吉原大全」には「散茶いはゆる今の昼三のことなり」とある。ただし、吉原細見には天明、寛政のころまで散茶の名が見える。
安永ころ、太夫、格子が絶えて、散茶が最上になった。